# Native Son (film, 2019)
Pour les articles homonymes, voir Native Son (homonymie).
 (juin 2020).
Pour plus de détails, voir Fiche technique et Distribution.
Native Son (Un enfant du pays au Québec) est un film dramatique américain réalisé par Rashid Johnson et sorti en 2019. 

## Synopsis
Bigger Thomas est un jeune homme afro-américain vivant avec sa famille à Chicago. Un jour, il a l'occasion de passer un entretien d'embauche pour un emploi de chauffeur résidant pour le riche homme d'affaires Henry Dalton et sa famille. L'ami de Bigger, Gus, veut plutôt que Bigger participe avec lui à un vol, mais sa petite amie, Bessie, le convainc de passer l'entrevue avec Mr. Dalton qui se déroule avec succès et Bigger est présenté à Mme Dalton et à Mary, la fille radicale de Mr. Dalton. 
Cette nuit-là, Bigger conduit Mary à une réunion politique dirigée par son petit ami, Jan Erlone. Par la suite, Jan et Mary emmènent Bigger dans un club local, et tous trois deviennent amis. Alors que Bigger se rapproche de Jan et Mary, il se brouille avec Gus car il n'a pas réussi à participer au vol malgré sa promesse. Gus l'accuse d'avoir succombé aux stéréotypes dont il avait lui-même fait preuve de dédain. Après avoir assisté à une représentation d'un orchestre avec Mary et Jan, Bigger se retire dans sa chambre et y trouve un album coûteux qu'il désirait acheter et qui a été offert par Mary. En remerciement, Bigger obtient des drogues que Mary et Jan pourront prendre lors d'une fête. 
À la fête, Mary et Jan se disputent après que Jan découvre que Mary s'entend avec un autre gars. Bigger reconduit Mary à la maison et va dans sa chambre. Cependant, Mary, qui subit de forts effets secondaires des drogues, danse à l'extérieur à moitié habillée et crie. Bigger, craignant de perdre son emploi si Mary est découverte dans cet état par ses parents, aide Mary à rejoindre sa chambre. Madame Dalton est réveillée par le bruit et commence à appeler Mary. De plus grandes tentatives de calmer Mary restent vaines et il maintient alors un oreiller sur le visage de Mary afin d'arrêter le bruit. Mme Dalton retourne dans sa chambre et Bigger découvre qu'il a accidentellement étouffé mortellement Mary. Il traîne ensuite le corps de Mary dans la chaufferie et l'incinère. 
Le lendemain, Bigger est interrogé par deux détectives engagés par Mr. Dalton pour retrouver sa fille disparue. Jan, cependant, est initialement le principal suspect de la disparition de Mary jusqu'à ce qu'un des bijoux de Mary soit trouvé dans le four par un membre du personnel de Mr. Dalton. Alors que la police lance un mandat d'arrêt contre Bigger, il se cache. Il rencontre en privé Jan, qui dit à Bigger qu'il devrait se rendre. De même, Bessie, qui a caché Bigger, le supplie également de se rendre. Bigger convainc cependant Bessie de s'enfuir avec lui et l'emmène dans un bâtiment abandonné où ils passent la nuit. 
Le lendemain matin, Bessie et Bigger ont une discussion dans laquelle Bigger avoue indirectement avoir assassiné Mary. Peu après, Bigger commence à étrangler Bessie, mais revient à ses sens et s'arrête. Bessie s'enfuit de peur. La police arrive, après avoir été alertée de l'endroit où se trouvait Bigger par des passants qui ont repéré Bigger en regardant par la fenêtre du bâtiment. La police affronte Bigger, qui est refoulé les mains dans les poches de sa veste. En se retournant, Bigger commence à sortir ses mains de ses poches. La police lui tire dessus et le tue, croyant à tort qu'il avait une arme à la main.

## Fiche technique
- Titre original : Native Son
- Titre français : Native Son
- Réalisation : Rashid Johnson
- Scénario : Suzan-Lori Parks, adapté du roman Native Son (1940) de Richard Wright (traduit en français sous le titre Un enfant du pays)
- Photographie : Matthew Libatique
- Montage : Brad Turner
- Musique : Kyle Dixon, Michael Stein
- Pays d'origine : États-Unis
- Langue originale : anglais
- Format : couleur
- Genre : dramatique
- Durée : 104 minutes
- Dates de sortie :
  - États-Unis : 24 janvier 2019 (Festival du film de Sundance)

## Distribution
- Ashton Sanders (VF : Diouc Koma) : Bigger « Big » Thomas
- Margaret Qualley (VF : Kelly Marot) : Mary Dalton
- Nick Robinson (VF : Arnaud Laurent) : Jan
- KiKi Layne (VF : Marie Tirmont) : Bessie
- Bill Camp (VF : Bernard Métraux) : Mr. Dalton
- Sanaa Lathan (VF : Annie Milon) : Trudy Thomas
- Elizabeth Marvel (VF : Annie Le Youdec) : Mrs. Dalton
- David Alan Grier (VF : Bruno Henry) : Marty
- Lamar Johnson (VF : Simon Koukissa-Barney) : Jackson
- Jerod Haynes (VF : Namakan Koné) : Gus
- Aaron Moten (VF : Jean-Baptiste Anoumon) : Tony (comme Aaron Clifton Moten)
- Stephen McKinley Henderson (VF : Jean-Loup Horwitz) : Mr. Green (comme Stephen Henderson)
- Barbara Sukowa (VF : Brigitte Aubry) : Peggy
- Judaea Brown (VF : Julia Boutteville) : Vera
- Ashleigh Morghan (VF : Virginie Hénocq) : Jasmine
- Alan B. Jones (VF : Frantz Confiac) : l'inspecteur Calhoun
- Malkia Stampley (VF : Sara Viot) : l'inspectrice Rogers
- Victor Dwayne Little (VF : Jean-Paul Pitolin) : le pasteur McJulian